# Albert Rosenfelder
Albert Rosenfelder (* 19. Januar 1892 in Fürth, Mittelfranken; † wahrscheinlich 1933 oder 1934 im KZ Dachau) war ein deutscher Rechtsanwalt.

## Leben und Wirken

### Jugend und Weimarer Republik
Rosenfelder entstammte einer jüdischen Familie aus Mittelfranken. Nach dem Schulbesuch studierte Rosenfelder Rechtswissenschaften. Er schloss sein Studium 1913 mit der Promotion zum Dr. jur. an der Universität Erlangen ab. In seiner Dissertation untersuchte er „Die materiellen Einwendungen gegen das ausländische Urteil“. Anschließend ließ Rosenfelder sich als Rechtsanwalt in Nürnberg nieder, wo er zusammen mit seinem Kollegen, dem bayerischen Landtagsabgeordneten für Nürnberg, Max Süßheim (1875–1933), eine Kanzlei eröffnete. Privat lebte Rosenfelder am Jakobsplatz 14.
In seiner Heimat und darüber hinaus stand Rosenfelder in hohem Ansehen aufgrund seiner hohen Bildung und seines Rednertalentes, vor allem aber aufgrund seiner Gewohnheit, arme Personen, die Rechtsbeistand benötigten, kostenfrei zu vertreten. Ein Mithäftling aus seiner KZ-Zeit legte später die folgende Skizze zu seiner Person vor:
„Ein an Gestalt unscheinbarer, schmächtiger Mensch mit außerordentlicher Intelligenz und frappierender Schlagfertigkeit, um deren Willen ich kurze Zeit bei ihm verweilen möchte. Er war weit und breit, über die Grenzen des Frankenlandes hinaus, ob seines großen Wissens und der zündenden Durchschlagskraft seiner Strafverteidigungen bekannt, vor Gericht gefürchtet und von der breiten Volksmasse außerordentlich verehrt; er ließ keinen Angeklagten, wenn er verzweifelt zu ihm kam, ohne seine Hilfe, auch wenn er keinen Pfennig dafür zu erwarten hatte; ich unterhielt mich einmal diesbezüglich mit ihm darüber, worauf er mir sagte: 'Ich lasse keinen armen Menschen im Stiche, nur deswegen, weil er kein Geld besitzt!' Diese edlen Charakterzüge besass Dr. Rosenfelder, der ansonsten ein eigenartiger Kauz im Junggesellenstande war.“
Politisch stand Rosenfelder der Sozialdemokratie nahe, der viele seiner Klienten entstammten. Vor 1933 war er insbesondere in mehrere Prozesse gegen den Nürnberger NSDAP-Politiker und Herausgeber der antisemitischen Zeitung Der Stürmer Julius Streicher verwickelt, weswegen er den Nationalsozialisten besonders verhasst war.

### Zeit des Nationalsozialismus und Ermordung
Wenige Wochen nach der nationalsozialistischen „Machtergreifung“ im Frühjahr 1933 wurde Rosenfelder am 17. März 1933 zusammen mit anderen örtlichen NS-Gegnern in Schutzhaft genommen. In der Folgezeit wurde er einige Wochen in einem Nürnberger Gefängnis festgehalten.
Am 13. April wurde Rosenfelder mit dem zweiten Nürnberger Gefangenentransport in das kurz zuvor eröffnete KZ Dachau überführt, wo er in der so genannten „Judenbaracke“ untergebracht wurde. In Dachau war Rosenfelder mehreren Zeugnissen zufolge schweren Misshandlungen ausgesetzt: Julius Zerfass berichtet etwa, dass er mit anderen Häftlingen, ähnlich einem Zugtier, in ein Joch eingespannt worden sei, um eine schwere Walze in Bewegung zu halten. In einer anonym erschienenen Broschüre aus dem Jahr 1934 wurde außerdem erklärt, dass Rosenfelder die „denkbar fürchterlichste Behandlung“ erfahren habe, so dass er „nicht mehr aufrecht gehen“ habe können.
Anlässlich der Feier zum 1. Mai 1933 musste Rosenfelder auf Anweisung der Lagerleitung vor den versammelten Lagerinsassen und der SS-Wachmannschaft eine Rede zum Tag der Arbeit halten. Sein Mithäftling Hugo Burkhard berichtet, dass Rosenfelder die Rede zu einer feinsinnigen Karikierung des Lagersystems und seiner Verantwortlichen genutzt hätte und ihm, Burkhard, einige Monate später zu seiner Rede erklärt habe:
„Wenn die damals die Doppelsinnigkeit meiner Rede verstanden hätten, hätten sie mich auf der Stelle erschlagen.“
Burkhard fügte an gleicher Stelle noch hinzu, dass der Spott auf das „Dritte Reich“ und das KZ Dachau, den Rosenfelder in seine Rede eingebaut habe, so geschickt gewesen sei, dass er den Teilnehmern unter den Häftlingen noch lange in Erinnerung geblieben sei.
Im Sommer 1933 wurde Rosenfelder in den als Bunker bekannten Arresttrakt von Dachau gesperrt, nachdem er und die Schutzhäftlinge Johann Altmann, Delvin Katz und Wilhelm Franz bei dem Versuch erwischt worden waren, Kassiber mit Aufzeichnungen über die Ereignisse im Lager und zumal über die Misshandlung von Gefangenen, die sie in eine Mütze eingenäht hatten, aus dem Lager zu schmuggeln. Als der Kommandant von Dachau, Theodor Eicke, am 22. Oktober 1933 zweitausendfünfhundert Gefangene antreten ließ, um vor diesen eine Ansprache zu halten, in der er sich über die „Schurken“ ausließ, die im Auslande „Greulnachrichten“ über sein Lager verbreiten würden, erwähnte er auch explizit Altmann, Katz, Franz und Rosenfelder und ihren "Sabotageversuch". Er führte aus, dass die vier Übeltäter in Arrest genommen seien, und erklärte:
„Zwei der verhafteten Verräter sind bereits ins jenseits befördert. Der Jude Doktor Katz und sein Helfer Willi Franz. Wir haben noch genug deutsche Eichen um jeden daran aufzuhängen, der sich uns entgegenstellt. Es gibt keine Greuel, und es gibt keinen Tschekakeller in Dachau. Wer Prügel bekommt, erhält sie zu Recht.“
Am 29. Juni 1933 berichtete die nationalsozialistische Presse, Rosenfelder sei in Dachau umgekommen. Dasselbe Todesdatum findet sich in dem von exilkommunistischen Kreisen um Willi Münzenberg veröffentlichten so genannten Braunbuch, das als Quelle jedoch als wenig verlässlich gilt.
Unklar ist, ob Rosenfelder tatsächlich bereits im Juni 1933 ums Leben kam. Hiergegen spricht der oben erwähnte Bericht Burkhards, der angibt, sich noch einige Monate nach dem 1. Mai 1933 mit Rosenfelder unterhalten zu haben, sowie eine Fahndungsmeldung des Reichskriminalpolizeiblattes vom 12. April 1934, der zufolge Rosenfelder kurz zuvor aus der KZ-Haft entlassen worden war und seither verschwunden gewesen sei:
„Der jüdische Rechtsanwalt Dr. Albert Rosenfelder, 19.1.92 in Fürth, wurde am 27.3.34 aus der Schutzhaft entlassen und ist seither flüchtig. Die auferlegten Verpflichtungen hat er nicht erfüllt. Er war Mitglied der Roten Hilfe und Unterkurslehrer der Marxistischen Arbeiterschule in Nürnberg. Es besteht der dringende Verdacht, dass er ins Ausland geflüchtet ist, um dort Greuelnachrichten zu verbreiten.“
Julius Zerfass geht in seiner Dokumentation Dachau eine Chronik jedoch davon aus, dass Rosenfelder zum Zeitpunkt der Veröffentlichung dieser Meldung bereits von der SS ermordet worden war und dass die Meldung im Kriminalpolizeiblatt über seine Entlassung und seine vermutete Flucht ins Ausland wahrscheinlich lediglich ein Täuschungsmanöver der SS gewesen seien, um den Tod Rosenfelders zu verschleiern.
Wolfgang Benz beschränkt sich darauf, festzustellen, Rosenfelder sei 1934 spurlos aus dem Bunker verschwunden.

## Schriften
- Die materiellen Einwendungen gegen das ausländische Urteil, 1913. (Dissertation)